# Semiotus supplicans
Semiotus supplicans là một loài bọ cánh cứng trong họ Elateridae. Loài này được Kirsch miêu tả khoa học năm 1884.